# Ioana Badea
Ioana Badea (Târgu Frumos 22 maart 1964) is een Roemeens voormalig roeister.
Badea won tijdens de Olympische Zomerspelen 1984 in het Amerikaanse Los Angeles de gouden medaille in de dubbel-vier-met-stuurvrouw.

## Resultaten

### Olympische Zomerspelen
| Jaar | Plaats      | Resultaten                       |
| ---- | ----------- | -------------------------------- |
| 1984 | Los Angeles | in de dubbel-vier-met-stuurvrouw |

### Wereldkampioenschappen roeien
| Jaar | Plaats   | Resultaten    |
| ---- | -------- | ------------- |
| 1983 | Duisburg | 5e in de acht |

1976: Anke Borchmann & Jutta Lau & Viola Poley & Roswietha Zobelt & Liane Weigelt ·
1980: Sybille Reinhardt & Jutta Ploch & Jutta Lau & Roswietha Zobelt & Liane Buhr·
1984: Maricica Țăran & Anișoara Sorohan & Ioana Badea & Sofia Corban & Ecaterina Oancia